# Râul Hârlea
Râul Hârlea este un afluent al Pârâului cu Pești. 